# Theodor Gottlieb von Scheven
Theodor (Theodosius) Gottlieb von Scheven (* 3. Januar 1751 in Usedom; † 23. März 1810 in Neuwarp) war ein deutscher evangelischer Geistlicher und Entomologe.

## Leben
Theodor Gottlieb von Scheven war der dritte Sohn des Diakons Joachim Nikolaus von Scheven und dessen Ehefrau Katharina Maria, geb. Thilow, Tochter des Pfarrers August Thilow von Liepen bei Anklam. Er studierte ab Ostern 1769, zusammen mit seinem Bruder Johann Friedrich von Scheven, Evangelische Theologie an der Universität Bützow und der Universität Halle. Am 30. März 1775 zum Pfarramt Leopoldshagen bei Anklam berufen, war er ab 1777 Pastor in Altwarp. 1789 wurde er Hauptpastor in Neuwarp.
Theodor Gottlieb von Scheven interessierte sich für Insektenkunde und veröffentlichte in der Zeit von 1777 bis 1784 mehrere Beyträge zur Naturgeschichte der Insekten in der von Johann Christian von Schreber bei Johann Jacob Gebauer in Halle herausgegebenen Zeitschrift „Der Naturforscher“. Er ist 1777 Erstbeschreiber vom Hornklee-Widderchen Zygaena lonicerae (Scheven, 1777), auch Klee-Widderchen genannt, einem Schmetterling aus der Familie der Widderchen (Zygaenidae). Im Jahr 1882 veröffentlichte er seine Anmerkungen zur Geschichte der fleckigten Schwärmer in Johann Kaspar Füssli's bei Heinrich Steiner und Comp. in Winterthur herausgegebenem „Neues Magazin für Liebhaber der Entomologie“.
Er war seit dem 9. Mai 1782 mit Henriette Ernstine Berndt (1765–1832), der zweiten Tochter des Ueckermünder Bürgermeisters Daniel Berndt, verheiratet.

## Schriften (Auswahl)
- Beyträge zur Naturgeschichte der Insekten. Erstes Stück. In: Der Naturforscher, 10, 1777, S. 88–101 (books.google)
- Beyträge zur Naturgeschichte der Insekten. Zweites Stueck. Beschreibung einer denen Pferden schaedlichen Raupe, welche ihren Aufenthalt in den Schilfstauden hat. In: Der Naturforscher, 11. 1777, S. 30–36 (books.google)
- Beytraege zur Naturgeschichte der Insekten. Drittes Stueck. Beschreibung der seltenen Raupe der Phalaena Versicolor. In: Der Naturforscher, 14, 1780, S. 66–76 (books.google)
- Beytraege zur Naturgeschichte der Insekten. Viertes Stueck. In: Der Naturforscher. 15. 1781, S. 67–86 (books.google)
- Anmerkungen zur Geschichte der fleckigten Schwärmer. In: Neues Magazin für die Liebhaber der Entomologie, 1, 1782, S. 51–54 (books.google)
- Einige wichtige Anmerkungen zu Hrn. Dr. Sulzers Geschichte der Insecten. In: Neues Magazin für die Liebhaber der Entomologie, 1, 1782, S. 55–61 (books.google)
- Beytraege zur Naturgeschichte der Insekten. Fuenftes Stueck. Von den Zwittern unter den Schmetterlingen nebst einigen Beytraegen zur Geschichte der Sacktraeger. In: Der Naturforscher, 20, 1784, S. 40–78 (books.google)
- Schreiben über die im 15. Stück des Naturforschers S. 15. u. f. beschriebenen Arten der Siebbienen nebst der Antwort. In: Der Naturforscher, 20, 1784, S. 79–129 (books.google)